# La vendedora de fantasías
La vendedora de fantasías é um filme argentino em preto e branco. Foi dirigida por Daniel Tinayre, que também o roteirizou em colaboração com Alejandro Verbitsky e Emilio Villalba Welsh, a partir de um argumento destes dois últimos. O filme estreou em 5 de maio de 1950, e tinha como protagonistas Mirtha Legrand, Alberto Closas, Alberto Belo, Homero Cárpena, Nathán Pinzón e Beba Bidart. Contou também com a colaboração de Dimas Garrido em ambientação, e de Olga Enhart na coreografa. Parte dos interiores foram filmados na loja Harrod’s de Buenos Aires.

## Críticas
O crítico King opinou que se tratava de “bom cinema e outra oportunidade para rir”. Já o Noticias Gráficas o considerou uma “Farsa policial graciosa, ágil e muito bem filmada”.

De sua parte, Raul Manrupe e Alejandra Portela escrevem:

## Elenco
| Ator/Atriz           | Personagem                       |
| -------------------- | -------------------------------- |
| Mirtha Legrand       | Martha                           |
| Alberto Closas       | Roberto/Aníbal Ferro, "Pulguita" |
| Alberto Bello        | Jaime                            |
| Homero Cárpena       | Lavanca/Policial                 |
| Nathán Pinzón        | El Cabezón                       |
| Beba Bidart          | Olga Bernard                     |
| Francisco Charmiello | Pancho                           |
| Diana de Córdoba     | mulher no hotel                  |
| Pilar Gómez          | Catalina/ mãe de Alberto         |
| Haydée Larroca       | Cholita                          |
| Miguel Ligero        | Garófalo                         |
| Ángel Laborde        |                                  |
| Alberto Quiles       | mucamo                           |
| Liana Lombard        |                                  |
| Betty Norton         |                                  |
| Corita Acuña         |                                  |
| Ramón J. Garay       | concierge                        |
| Salvador Sinaí       |                                  |
| Alberto Barcel       | delegado                         |
| Luis García Bosch    | bêbado                           |
| Manuel Alcón         | comprador de jóias               |
| Carlos Belluci       | Sereno                           |
| Fernando Campos      |                                  |
| Francisco Audenino   |                                  |
| Carmen Llambí        | telefonista                      |
| Jesús Pampín         | maestro                          |